# روب کومپاس
روب کومپاس (هلندی: Rob Compas؛ زادهٔ ۱۰ نوامبر ۱۹۶۶) دوچرخه‌سوار اهل هلند است.